# Hastenbeck

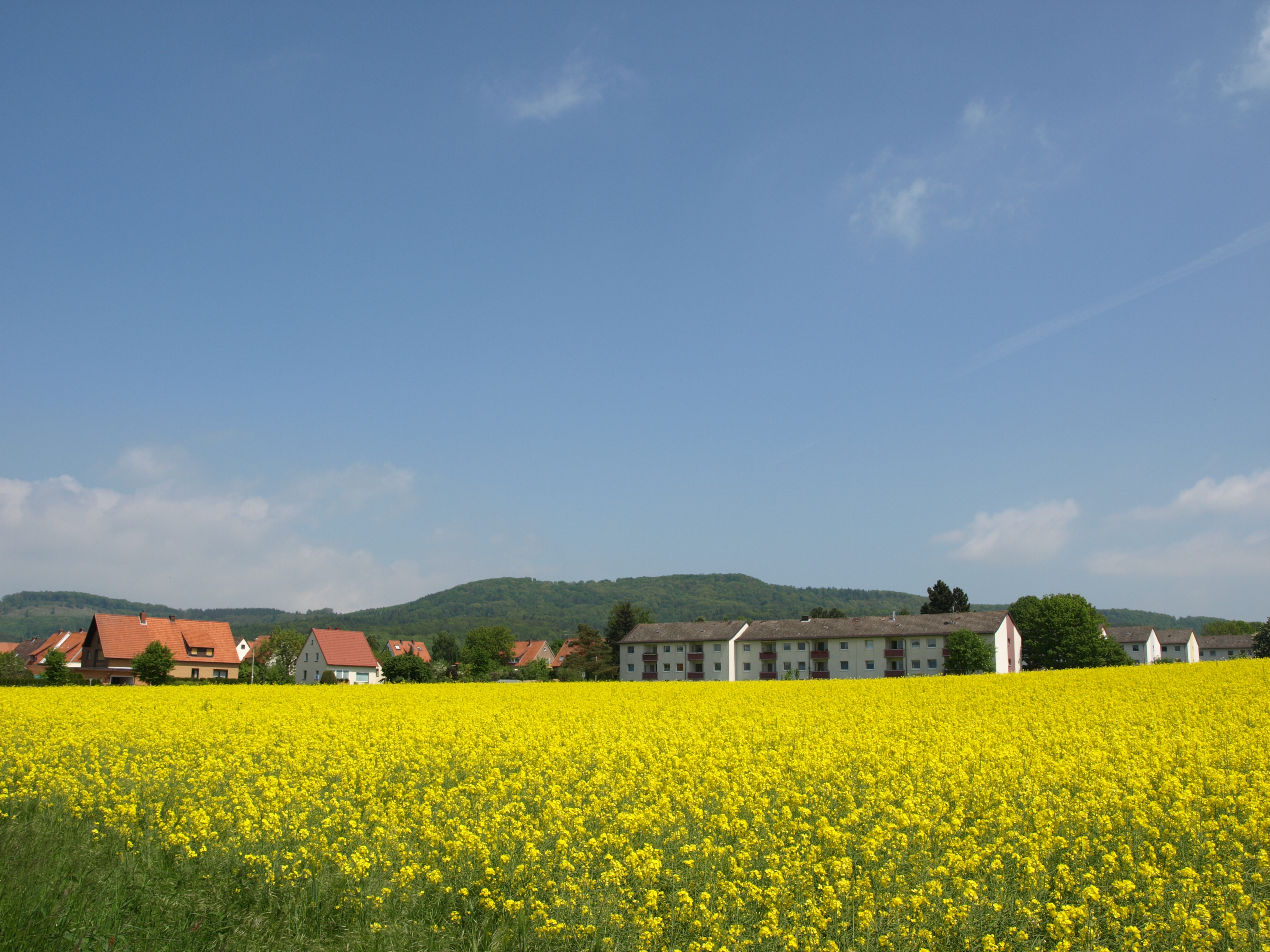
Südrand von Hastenbeck, im Hintergrund der Berg Schecken

Hastenbeck ist eine Ortschaft der Stadt Hameln. Sie liegt südöstlich der Kernstadt am Fuße der Erhebung des Schecken. Bekannt ist Hastenbeck durch die Schlacht bei Hastenbeck 1757 und das Schloss Hastenbeck von 1869.

## Geschichte

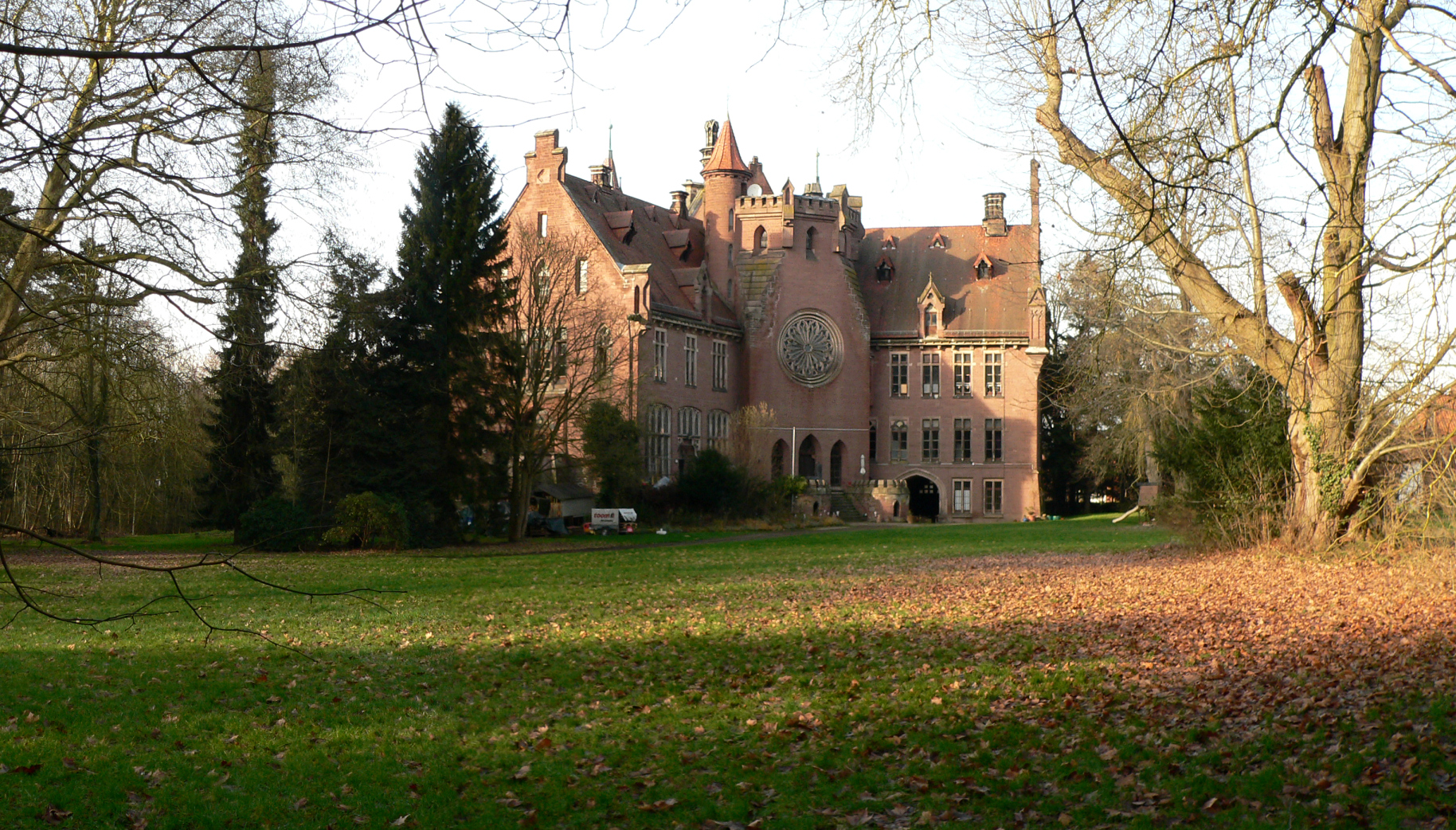
Schloss Hastenbeck

Kupferstich der Schlacht bei Hastenbeck, im Hintergrund der brennende Ort

Hastenbeck, in alten Urkunden auch als Hastenbike, Hastenbeke bezeichnet, bedeutet als Ortsname etwa „Bach aus dem Busch“.
Der Ort wurde erstmals 1197 erwähnt. Die Geschichte des Dorfes ist eng mit der von Schloss Hastenbeck verknüpft. Als erste urkundliche Besitzer des Schlosses erschienen die Ritter von Hastenbeck. Die Familie von Hastenbeck starb im 16. Jahrhundert im Mannesstamm aus. Im Jahre 1618 verkaufte Herzog Friedrich Ulrich das Gut Hastenbeck nebst einigen umliegenden Dörfern an seinen Minister Arnold von Wobersnow. Anfang des 17. Jahrhunderts belehnte Herzog Georg den Henning von Reden (Sohn des Ernst von Reden) mit Haus, Dorf, Ober- und Untergericht zu Hastenbeck. Im Dreißigjährigen Krieg wurde die alte Burg Hastenbeck vollständig zerstört. 1689 betrug die Einwohnerzahl von Dorf und Gut Hastenbeck 192 Personen.
Der Siebenjährige Krieg rückte Hastenbeck in den Mittelpunkt des militärischen Geschehens, wobei der Ausgang der Schlacht bei Hastenbeck am 26. Juli 1757 für den weiteren Verlauf des Krieges folgenreich war. Während der Kampfhandlungen wurde der gesamte Ort durch Brände zerstört. Nur die Kirche, das Gutshaus und einzelne Häuser blieben erhalten. Das älteste Haus von Hastenbeck ist heute ein Wiederaufbau aus dem Jahre 1757 und liegt an der Bueckebergstraße.
Im Jahre 1823 erfolgte die Aufhebung der Patrimonialgerichtsbarkeit des Gutes Hastenbeck, das nun zum Amt Grohnde kam. 1848 hatte das Dorf 416 Einwohner und 58 Wohngebäude.
Am 1. Januar 1973 wurde Hastenbeck in die Kreisstadt Hameln eingegliedert.

## Einwohnerentwicklung seit 1933
| 16. Juni 1933:      | 0490 Einwohner |
| 13. September 1950: | 1063 Einwohner |
| 06. Juni 1961:      | 0944 Einwohner |
| 27. Mai 1970:       | 1047 Einwohner |
| 31. Dezember 1972:  | 1071 Einwohner |
| 31. Dezember 2000:  | 1394 Einwohner |
| 31. Dezember 2004:  | 1702 Einwohner |
| 31. Dezember 2005:  | 1706 Einwohner |
| 31. Dezember 2006:  | 1705 Einwohner |
| 31. Dezember 2009:  | 1589 Einwohner |
| 31. Dezember 2016:  | 1457 Einwohner |

(Quelle: Einwohnermeldedatei)

## Ortsrat Hastenbeck
Wahlergebnis von der Kommunalwahl 2016: CDU: 61,86 %, SPD: 38,13 %.
Sitzverteilung des Ortsrats Hastenbeck: CDU: 4 Sitze, SPD: 3 Sitze

## Kultur und Sehenswürdigkeiten

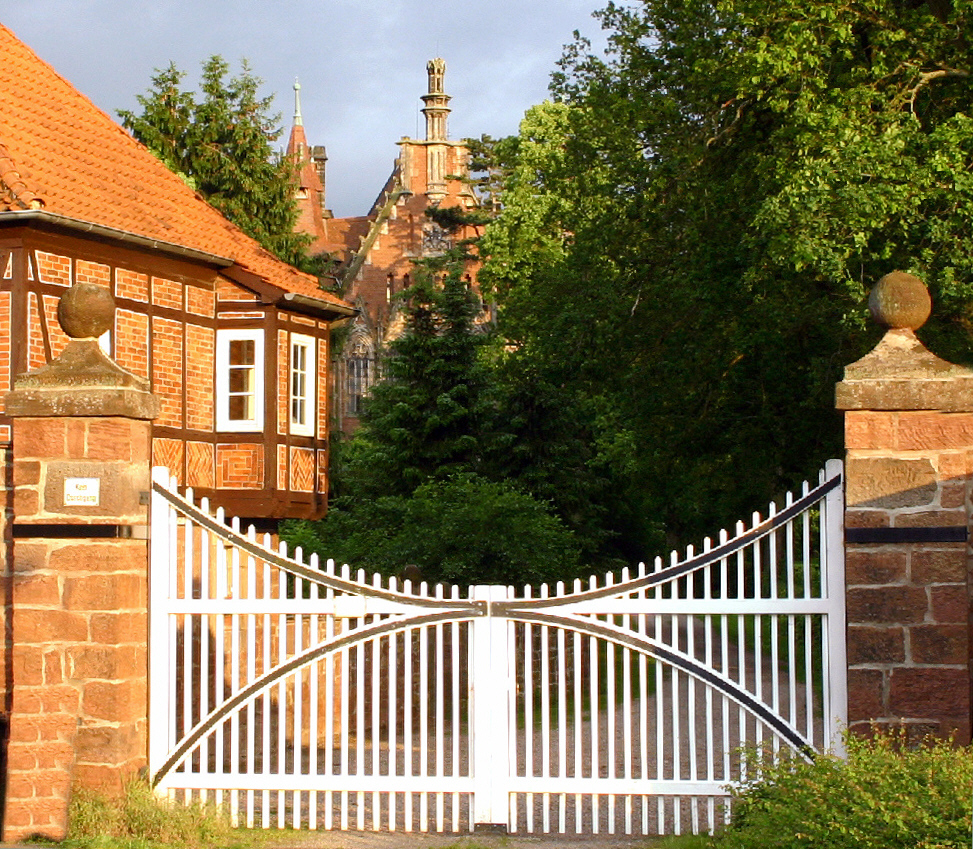
Schlosstor in Hastenbeck

Wilhelm Raabes Erzählung „Hastenbeck“ von 1899 spielt im Umfeld der Schlacht von 1757.
Im Schloss Hastenbeck wurde der Edgar-Wallace-Film Der unheimliche Mönch gedreht.

### Bauwerke
Die Hastenbecker Gutskirche ist insgesamt im Verhältnis zur damaligen Dorfpopulation sehr großzügig und aufwändig ausgestattet worden. Die Familie von Reden hat nach und nach die Ausstattung ergänzt. Besondere Vergrößerungen erfuhr sie in der Zeit der Adelheid-Sibylle von Reden, geborene von Bennigsen. Sie veranlasste und finanzierte den Bau des Glockenturms, der Orgel nebst Orgelempore, die Anschaffung der Bildnisse der Zwölf Apostel und vier Evangelisten an ebendieser. Wohl auch das Eingangsportal wurde durch sie beschafft. Das Portal ist in Zweitverwendung an der Hastenbecker Kirche. Es zeigt das Wappen der Familien von Münchhausen und von Reden. Der Ort der Erstverwendung ist unbekannt. Der Altar, eine überaus großzügige Donation des Henning von Reden aus dem Jahre 1688, wird auch „Engelsaltar“ genannt, da er mit vielen Engelsfiguren ausgeführt wurde. Den Siebenjährigen Krieg hat der Altar beinahe unbeschadet überstanden. Lediglich eine Kanonenkugel der Franzosen durchschlug ihn von Osten. Noch heute ist das Loch zu finden.

### Sport
1947 wurde der SV Hastenbeck 1947 e. V. gegründet. Als Sportarten werden Volleyball, Tennis, Tischtennis, Turnen und Fußball betrieben. Die Vereinsfarben sind Schwarz und Weiß. Die 1. Frauenfußballmannschaft spielte in der Spielsaison 2010/2011 in der Frauen Oberliga Niedersachsen Ost.

## Wirtschaft und Infrastruktur
Zur Infrastruktur (Stand: 2018) gehören unter anderem eine Verlässliche Grundschule mit 46 Schülern (Schuljahr 2017/2018) und eine Kindertagesstätte.

## Persönlichkeiten
- Bruno von Reden, Parlamentarier
- Ferdinand von Reden, Parlamentarier